# Bigova
Bigova (cyr. Бигова) – wieś w Czarnogórze, w gminie Kotor. W 2011 roku liczyła 101 mieszkańców.